# Sia La
Der Sia La (deutsch Sia-Pass) ist ein 5598 Meter hoher Hochgebirgspass im Karakorum. Er verbindet den nach Südosten abfließenden Siachen-Gletscher, mit über 70 Kilometern längster Karakorum-Gletscher, mit dem nach Südwesten fließenden Kondus-Gletscher. Der Sia La liegt zwischen den Saltoro-Bergen im Süden und der Karakorum-Hauptkette im Norden, konkreter zwischen den Bergen Ghent Kangri (Saltoro-Berge) und Sia Kangri (Baltoro Muztagh).

## Politische Lage
Der Sia La liegt in der historischen Region Kaschmir, über den Gipfel des nahen Berges Sia Kangri verläuft die Grenze zu China. Sowohl Indien als auch Pakistan erheben Anspruch auf die territoriale Verwaltung dieses Gebiets. Infolge des seit 1947 schwelenden Kaschmir-Konflikts wurde 1972 im Shimla-Abkommen die 740 km lange Grenze zwischen Indien und Pakistan als sogenannte Line of Control (LOC) festgelegt bis zur Geokoordinaten NJ 980420 (Koordinate) als östlichstem Punkt der Grenze. Den weiteren Verlauf bis zur Chinesischen Grenze interpretierten pakistanische und indische Behörden unterschiedlich. Nach pakistanischer Auffassung liegt der Sia La in Pakistan, ebenso wie der Siachen-Gletscher. Indien beansprucht jedoch als Grenze den Hauptkamm der Saltoro-Berge, der Siachen-Gletscher ist demnach indisches Territorium, die Grenze führt über den Sia La.
Dieser Disput führte 1984 zum Siachen-Konflikt zwischen pakistanischen und indischen Streitkräften. Die indische Armee besetzte im Zuge der Operation Meghdoot den Siachen-Gletscher sowie den Sia La und auch die Pässe Bilafond La und Gyong La, die weiter südlich einen Zugang vom Siachen- zum Kondus-Gletscher ermöglichen.

## Passübergang
Als Reiseweg besitzt der Sia La nur theoretische Bedeutung. Der Aufstieg vom Kondustal zum Sia La ist extrem steil. Die einzigen Passbegehungen erfolgten 1979 und 1980 vom Siachen-Gletscher aus über ein Hochplateau an der Südwand des Sia Kangri zum Conway-Sattel, der zum Baltoro-Gletscher im Norden führt, bzw. in umgekehrte Richtung.